# Up (Peter Gabriel)
Up è complessivamente il tredicesimo album della carriera solista del musicista britannico Peter Gabriel.
Dopo la pubblicazione di Us (1992) e di Secret World Live (1994), Peter Gabriel cominciò a lavorare ad Up. L'artista già dal 1998 cominciò a dichiarare che l'album era quasi completo, ma in definitiva non venne pubblicato se non nel settembre del 2002. Nei mesi precedenti la pubblicazioni, alcuni video di Peter Gabriel che parlava delle canzoni presenti nel disco, potevano essere visti attraverso il suo sito web ufficiale.

## Le canzoni
I testi delle canzoni hanno a che fare principalmente con la nascita, ma soprattutto con la morte. La traccia d'apertura, Darkness, affronta il tema del superamento delle proprie paure e fobie. Growing Up è il resoconto di una vita fatta di crescita ed esperienza. Sky Blue, a detta di Gabriel, è una traccia che ha richiesto quasi 20 anni di lavoro prima di essere completata. No Way Out è la prima canzone a trattare solamente il tema della morte, nonostante la perdita e la morte siano temi ricorrenti in ogni canzone del disco. I Grieve è stata concepita dopo che Gabriel sfogliò il suo catalogo musicale e lo vide come un catalogo di emozioni. Si rese però conto che al catalogo delle emozioni mancava quella del superare e affrontare la morte, dunque compose I Grieve. Il primo singolo tratto dall'album, The Barry Williams Show è un pezzo ritmato con contaminazioni jazz che parla della moderna realtà televisiva fatta di reality show e talk show. Il secondo singolo, More than This, è una delle canzoni più ritmate dell'album. Nel testo Gabriel fantastica su cosa possa esserci oltre la vita (il titolo significa "più di questo"). La canzone Signal to Noise è sicuramente una delle canzoni musicalmente più tragiche e drammatiche dell'intero album. Il pezzo fu di difficile stesura poiché il cantante che doveva prestare la sua voce per alcuni passaggi, Nusrat Fateh Ali Khan, morì prima del completamento del pezzo. Gabriel dunque prese alcune registrazioni di questa canzone fatte dal vivo e le assemblò alle registrazioni in studio. Infine The Drop è la canzone più breve di Up, con solo Gabriel alla voce e al pianoforte Bösendorfer.
Molti artisti, come Trent Reznor e Elbow, hanno remixato alcune tracce di Up. Questi remix sono stati pubblicati come b-side dei singoli.

## Tracce
Tutte le canzoni sono state scritte e composte da Peter Gabriel.
1. Darkness – 6:51
2. Growing Up – 7:33
3. Sky Blue – 6:37
4. No Way Out – 7:53
5. I Grieve – 7:24
6. The Barry Williams Show – 7:16
7. My Head Sounds Like That – 6:29
8. More Than This – 6:02
9. Signal to Noise – 7:36
10. The Drop – 2:59

## Musicisti
- Peter Gabriel – voce, organo, basso elettrico, armonica, pianoforte, archi, armonium, tastiere, campionamenti tom-tom, campionature, Mellotron, arrangiamento archi, arrangiamento ottoni, programmazione basso, crotales, batteria sintetizzatore, chitarra campionata, tastiera campionata, archi campionati, Fender Telecaster
- Tony Levin – basso
- David Rhodes - chitarre
- Manu Katché - batteria, percussioni
- Richard Evans - Chitarra acustica, tecnico del suono, missaggio
- Hossam Ramzy
- Shankar
- Melanie Gabriel
- Tchad Blake
- John Brion
- Richard Chappell
- Alan Coleman
- Edel Griffith
- Christian Le Chevretel
- Adrian Chivers
- Pete Davis
- Manu Dominque
- Bob Ezrin
- Mitchell Froom
- Steve Gadd
- Peter Green
- Dominic Greensmith
- Will Gregory
- Stephen Hague
- Chris Hughes
- Nick Ingraham
- Nusrat Fateh Ali Khan
- Daniel Lanois
- Sally Larkin
- Ged Lynch
- Chuck Norman
- David Sancious
- Ed Shearmur
- Alex Swift
- Assane Thiam
- Danny Thompson
- Will White
- Black Dyke Band
- Blind Boys of Alabama
- Dhol Foundation
- London Session Orchestra

## Colonne sonore
La canzone I Grieve è inclusa nella colonna sonora di City of Angels - La città degli angeli (1998), in versione diversa rispetto a quella del 2002 ed è stata utilizzata nel 100º episodio di Smallville, durante il funerale di Jonathan Kent. Signal to Noise appare nella colonna sonora di Gangs of New York (2002).